# J'aime, tu aimes
Pour plus de détails, voir Fiche technique et Distribution.
J'aime, tu aimes (Ja milujem, ty milujes) est un film tchécoslovaque réalisé par Dušan Hanák, sorti en 1989.

## Fiche technique
- Titre original : Ja milujem, ty milujes
- Titre français : J'aime, tu aimes
- Réalisation : Dušan Hanák
- Scénario : Dušan Dušek et Dušan Hanák
- Direction artistique : Miloš Kalina
- Décors : Ilja Obretenov
- Costumes : Milan Čorba
- Photographie : Alojz Hanúsek et Jozef Ort-Šnep
- Montage : Alfréd Bencic
- Musique : Miroslav Kořínek
- Pays d'origine : Tchécoslovaquie
- Format : Couleurs - 35 mm - Mono
- Genre : drame
- Durée : 95 minutes
- Dates de sortie :
  - Allemagne : 15 février 1989 (Berlinale 1989)
  - Tchécoslovaquie : 1er juin 1989
- Affiche : Jean Mascii (France)

## Distribution
- Roman Klosowski : Pista
- Milan Jelic : Vinco
- Iva Janzurová : Viera
- Milada Jezková : mère
- Václav Babka : Albín
- Marie Motlová : Sida

## Récompense
- Berlinale 1989 : Ours d'argent du meilleur réalisateur